# Вучићевић
Вучићевић је презиме. Значајне личности са презименом су:
- Драган Ј. Вучићевић (1973), новинар
- Милан Вучићевић (1957), песник
- Небојша Вучићевић (1962), фудбалер и менаџер
- Немања Вучићевић (1979), фудбалер